# Honda CRM

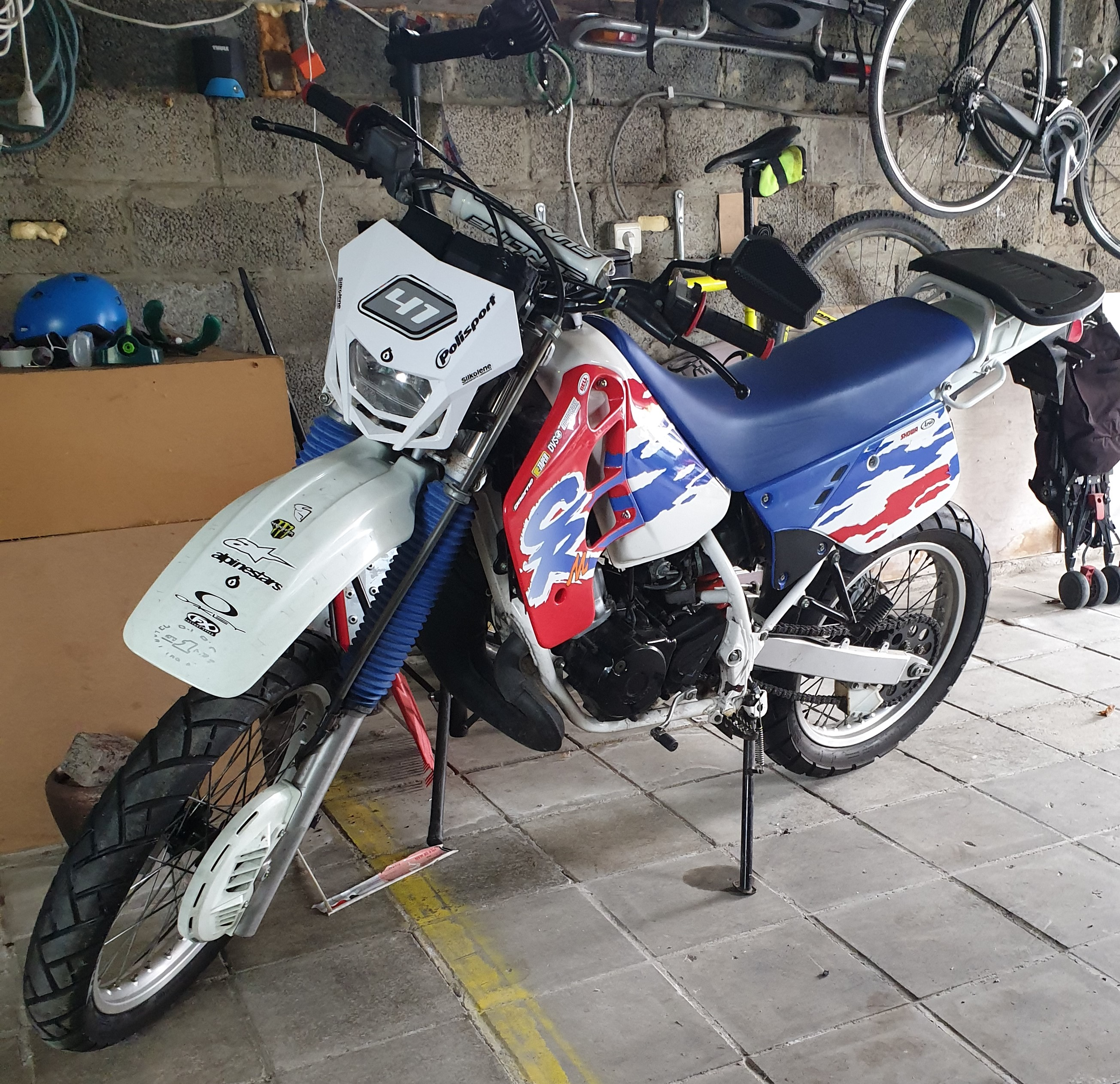
Honda CRM 125

La CRM est une gamme de motocyclettes de la marque japonaise Honda.
Existante dans plusieurs cylindrées (50 cm³, 125 cm³, 250 cm³, 450 cm³ et 500 cm³), la Honda CRM est un trail ou un supermotard équipé d'un moteur à deux temps qui tire ses origines de la gamme CR

## Honda CRM 125
La Honda CRM 125 est une moto de type « trail » qui a été commercialisée en France de mars 1990 jusqu'en 2000. Elle a été construite dans l'usine italienne d'Atessa. Elle remplace la MTX 125 R dans la gamme Honda et ne cache pas ses ressemblances avec le fameux CR de la même marque.
Le moteur est un monocylindre deux temps à refroidissement liquide. Il est confié à Gilardoni. D'une cylindrée de 124 cm3 (alésage x course : 54 x 54,5), il développe la puissance maxi de 28 ch à 9 500 tr/min, (15 ch à 8 000 tr/min bridé en France pour un couple maxi de 41 N m). L'admission en essence est confiée à un carburateur Dell'Orto 28MM par clapets. Particularité du moteur il est équipé de RC valves (revolution control valves) à l'échappement pour favoriser le couple à bas régime. La boite de vitesses, quant à elle, comporte six rapports. En fond de 6e on peut atteindre la vitesse maxi d'environ 140 km/h au compteur.
Le CRM est bâti autour d'un cadre simple berceau dédoublé en acier. Le poids à sec du CRM est de 118 kg. À l'avant, il reçoit une fourche Marzocchi de 41,7 mm de diamètre et d'un débattement de 270 mm. Le frein avant est assuré par un étrier Grimeca double piston et d'un disque de 240 mm de diamètre pour freiner la roue de 21". À l'arrière, le bras oscillant est en aluminium et suspendu par un monoamortisseur à bonbonne séparée, ainsi que du système pro link, d'un débattement de 285 mm. Le frein arrière est aussi un Grimeca double piston et de 220 mm de diamètre pour freiner la roue de 18". Le CRM est équipée d'un réservoir de 9,5 L plus 2 litres de réserve.
Le CRM reçoit un compte-tours gradué jusqu'à 13 000 tr/min, un compteur kilométrique total et journalier, un témoin de point mort, de béquille, et d'huile, ainsi que d'une jauge de température.
La machine est équipée selon les versions d'un porte-bagages à l'arrière qui fait office de poignées passager. On note aussi un compartiment au niveau du passage de roue arrière pour loger entre autres une trousse à outils.